# Nationaal park Abel Tasman
Met zijn 22.550 hectare is het Nationaal park Abel Tasman (Engels: Abel Tasman National Park) het kleinste nationale park van Nieuw-Zeeland. Het park is gelegen in het noorden van het Zuidereiland op 2 uur van Nelson.
Het park is vooral bekend om zijn vele "golden beaches" of gouden stranden en de zwartgranieten rotspartijen die over heel de kust te vinden zijn. Het klimaat is er uitzonderlijk zacht gedurende het hele jaar.

## Geschiedenis
Door archeologische vondsten vermoedt men dat er 800 jaar geleden reeds menselijke activiteit was. De kust, met zijn zacht klimaat, werd vooral gebruikt als tijdelijke verblijfplaats voor de Maori die er leefden van de visvangst. Later werden er enkele permanente nederzettingen gebouwd door de Ngati Tumatakokiri-stam. In 1642 ontdekte Abel Tasman, een Nederlandse zeeman en ontdekkingsreiziger, per toeval de kust. Hij legde aan bij de kust nabij Mohuo. Bij een misverstand met de plaatselijke bevolking, de Maori, kwam het tot gevechten waarbij 4 zeelui het leven lieten. Abel Tasman verkoos toen te vertrekken. De baai is nog altijd bekend als "Murderers Bay".
In 1770 herontdekte James Cook de baai en noemde die "Blind Bay". Maar de eerste gedetailleerde exploratie kwam er pas in 1826 door Jules Dumont d'Urville in opdracht van de Franse regering. D'Urville slaagde erin om een vriendschappelijke relatie op te bouwen met de plaatselijke Maori en een eerste bevoorradingspost voor vers water werd gebouwd in "Watering Cove". Veel namen die nu nog gebruikt worden, werden toen door D'Urville gegeven.
Het duurde dan tot 1855 wanneer de eerste Europese nederzettingen werden gebouwd door de New Zealand Company. De Europeanen waren vooral uit op het hout en kapten in snel tempo de bossen langs de kust. Na enige jaren, rond 1890, echter was alle makkelijk toegankelijk hout gekapt en werden de nederzetting verlaten. In 1942, 300 jaar na zijn ontdekking, werd er 15.000 hectare land gekocht door de regering om verdere roofkap te vermijden en werd het gedoopt tot het "Abel Tasman National Park".

## Toeristische informatie
Het park is vooral bekend door zijn "Coastal Track", een wandelroute die langs de stranden en bossen loopt. Ook zeekajakvaren is zeer populair en er zijn meerdaagse tochten met gids mogelijk. Er is een aantal campings en hutten in het natuurreservaat waar de nacht doorgebracht kan worden. Vervoer wordt vooral verzorgd door de zee-taxi.